# Тутаевский моторный завод
ПАО Тутаевский моторный завод (ТМЗ) — российское машиностроительное предприятие в г. Тутаев, производитель дизелей. Является градообразующим для города Тутаев Ярославской области.
На предприятии работает 1603 человек (на 1 сентября 2016 год). Специализируется на выпуске дизельных двигателей для магистральных автопоездов, большегрузных автомобилей-самосвалов, городских автобусов большой и особо большой вместимости, сельскохозяйственных и промышленных тракторов, внедорожной специализированной техники, дизельгенераторных установок, дорожно-строительной, речных буксиров, а также двигателей для спортивных грузовиков «КАМАЗ». Кроме того, предприятие выпускает коробки передач и запасные части к двигателям семейств ЯМЗ и ТМЗ, дизельные электроагрегаты. Выпускаемые предприятием двигатели относятся к семейству V8 (V-образных 8-цилиндровых дизельных двигателей), мощностью от 270 до 1000 л.с.
Предприятие построено в 1969—1973 годах как Тутаевский завод дизельных агрегатов (ТЗДА).

## История завода

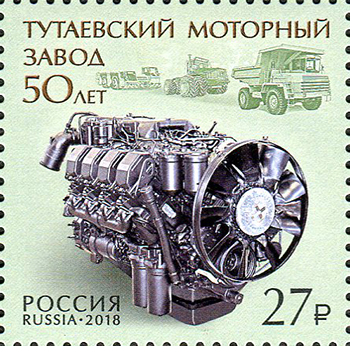
Почтовая марка, 2018 год

Тутаевский моторный завод основан в 1968 году. Сначала предполагалось построить в Тутаеве только цех поршней и гильз Ярославского моторного завода. Это должно было разгрузить крупное промышленное предприятие – ЯМЗ, и в то же время дать импульс развития маленькому городу на Волге. В то время население Тутаева насчитывало всего 16 тысяч человек.
Однако спустя несколько лет завод стал предприятием с полным циклом производства. Многие годы завод был градообразующим предприятием Тутаева. Одновременно с производственными мощностями завод строил жилье, объекты соцкультбыта, ЖКХ. 

1968 год – Постановление Правительства ЦК КПСС о строительстве цеха поршней и гильз Ярославского моторного завода в Тутаеве.

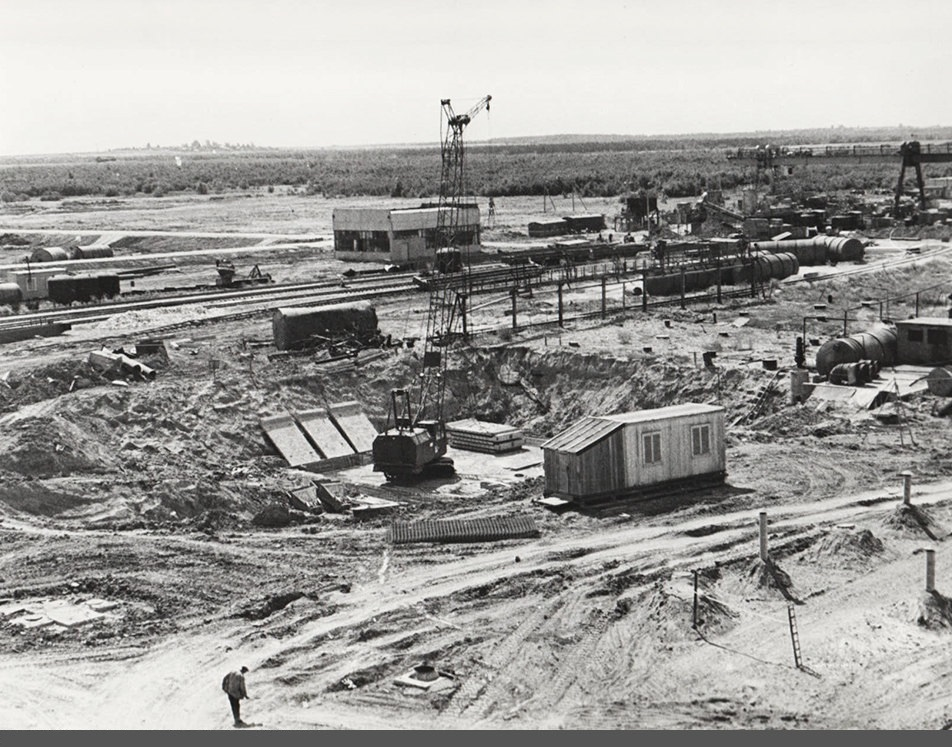
Начало строительства завода. 1970-1975

1970 год – Начало строительства корпуса запасных частей, очистных сооружений и системы водоснабжения.
1971 год – Образован Тутаевский завод дизельных агрегатов в составе ЯМЗ. Сданы в эксплуатацию два жилых дома площадью 5357 кв. м.  (дома № 46, 48 по улице Комсомольская).
1973 год – В январе начат выпуск запчастей для ЯМЗ (детали поршневой группы для семейства ярославских двигателей).

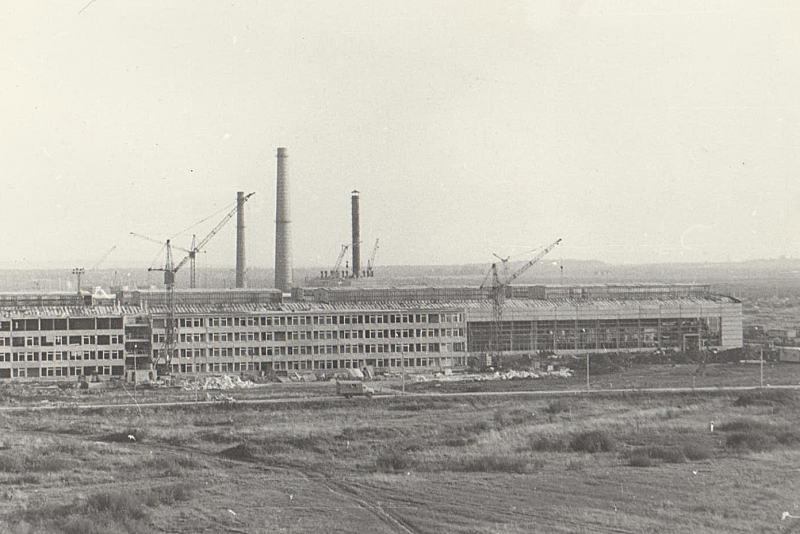
Строительство ТМЗ.

1975 год – 11 июня – ТЗДА объявлен Всесоюзной ударной стройкой. Запущены в работу вторые очереди корпуса запасных частей и чугунолитейного корпуса. 
1976 год – Принято Постановление Совета Министров, которым предусмотрено создание на заводе новых двигателей ЯМЗ-840, ЯМЗ-841. 
1977 год –Тутаевский завод дизельных агрегатов становится самостоятельным предприятием с собственным балансом в составе производственного объединения «Автодизель». Закончено строительство чугунолитейного корпуса. 
1980 год – Создана вторая очередь корпуса агрегатов.
1981 год – Строится третья очередь корпуса агрегатов. 
1983 год – Издано постановление ЦК КПСС и Совета Министров СССР, которым за ТЗДА было закреплено производство двигателей ЯМЗ-8423 для тракторов К-701 М. Строительство кузнечно-прессового цеха (1 очередь) и механосборочного корпуса (1 очередь). Построены овощехранилище на 1000 тонн, СПТУ-41.
1984 год – Строится вторая очередь кузнечно-прессового цеха. 
1985 год – По приказу Минавтопрома ТЗДА переименован в Тутаевский моторный завод. Сданы вторая очередь механосборочного корпуса и третья очередь кузнечно-прессового цеха. 
1987 год – Введены мощности для выпуска 4000 двигателей, кузнечно-прессовый цех. Начат выпуск дизельных двигателей. 31 марта сдан первый мотор. 
1989 год – На заводе появилась своя газета «Моторостроитель» (позднее переименована в «Тутаевский моторостроитель»). Для горожан построен банно-прачечный комбинат по самому современному проекту.  
1992 год – Строительство блока литейных цехов – ввод мощностей под выпуск 66 тысяч тонн алюминиевого литья. Построены библиотека, бассейн в школе № 7.
1993 год – ТМЗ получил статус акционерного общества открытого типа (АООТ «ТМЗ»). Выпускается 10 модификаций двигателей для тракторов, большегрузных автомобилей, колесных тягачей.
1994 год - Ввод мощностей по выпуску 3 тысяч коробок передач. 
1995 год – Разработан и изготовлен опытный образец автобусного двигателя ТМЗ-770.
1996 – 1997 годы – Выпускается 29 модификаций 8-цилиндровых дизельных двигателей.
1998 год – АООТ «ТМЗ» переименовано в ОАО «Тутаевский моторный завод».
С 6 ноября 2002 года до 28 сентября 2005 года ОАО «ТМЗ» прошел все стадии банкротства. 
15 января 2004 года – пожар в чугунолитейном цехе. Спустя два месяца начала работать первая автоматическая формовочная линия, а через полгода цех был восстановлен полностью.
2006 год – Принята программа «Основные направления развития ОАО «Тутаевский моторный завод».
2007 год – Заключены Соглашения о стратегическом партнёрстве с ОАО «КАМАЗ», ОАО «Минский автомобильный завод», ОАО «Минский моторный завод», ОАО «БелАЗ».

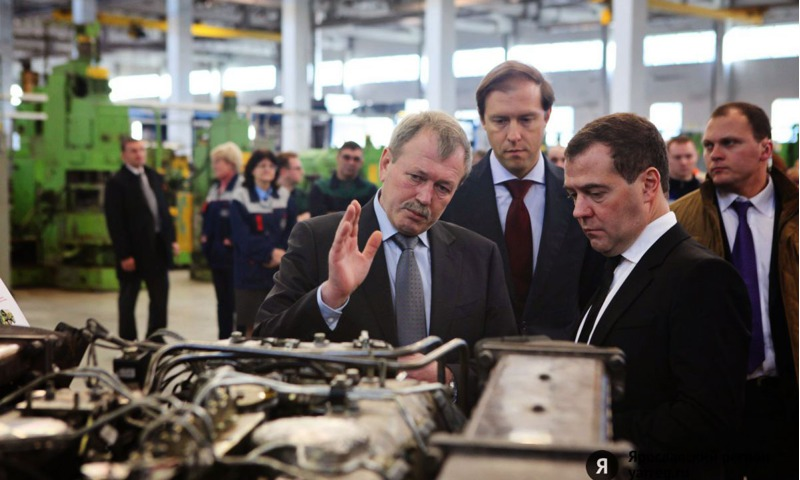
Премьер-министр РФ Д.А. Медведев на Тутаевском моторном заводе, 2013 год (на фото с генеральным директором ТМЗ В.М. Грибановым и Министром промышленности и торговли Д.В. Мантуровым).

2009 год – Успешно завершены испытания новой коробки передач. Выпущена опытно-промышленная партия коробок передач 14.180.
2010 год – Изготовлен опытный образец коробки передач 9.130. Выпущен серийный двигатель мощностью 600 л.с. для Минского завода колёсных тягачей. Совместно с Минским моторным заводом изготовлен опытный образец двигателя с электронным управлением впрыска топлива. На заводе началось внедрение программы энергоресурсосбережения.
2013 год – Расширилась номенклатура продукции для РЖД, Минского моторного завода и ЗАО «ПТЗ». 12 ноября завод посетил председатель Правительства РФ Дмитрий Медведев.
2014 год – Разработана новая серия двигателей для тракторов 8483.10. В результате технического перевооружения систем тепло-, паро- и горячего водоснабжения прекращена работа заводской котельной.
2015 год – Началась разработка конструкции двигателя ТМЗ-880. 
2016 год – ТМЗ перешел под контроль КамАЗа.
2022 год– Двигатель ТМЗ-880 V-8 18,5-литровый 653 л.с. с двумя турбокомпрессорами, электронной системой управления и с чугунными головками блока цилиндров установлен на комбайн ПАЛЕССЕ.

### Каталог выпускаемых моделей двигателей
- ТМЗ 8482
- ТМЗ 8481
- ТМЗ 8424
- ТМЗ 8421
- ТМЗ 8435
- ТМЗ 8486 и другие

## Награды
- Благодарность Президента Российской Федерации (4 января 2024 года) — за большой вклад в развитие машиностроения и достигнутые трудовые успехи[2]